# Optiset

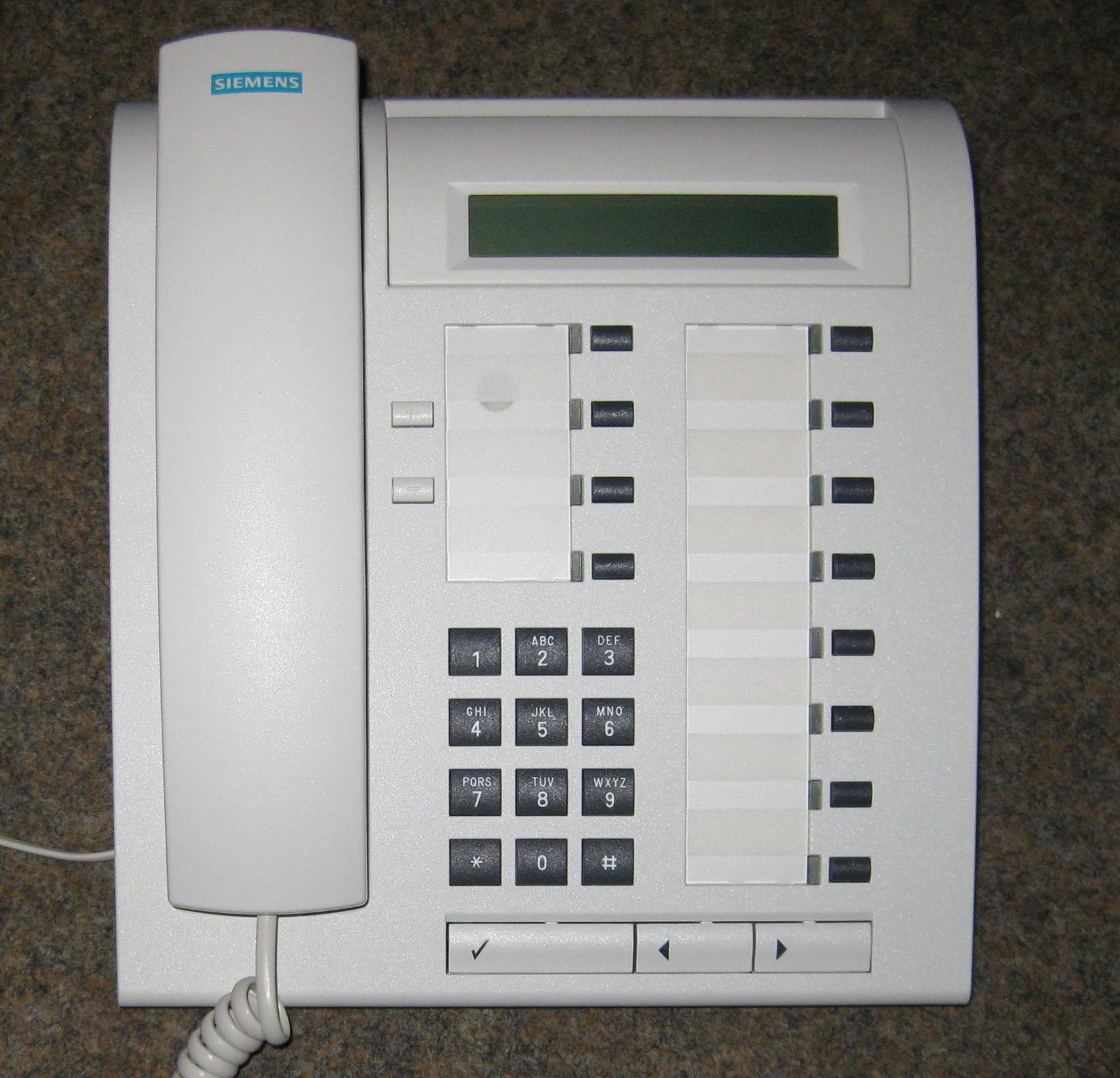
optiset E Advance Plus

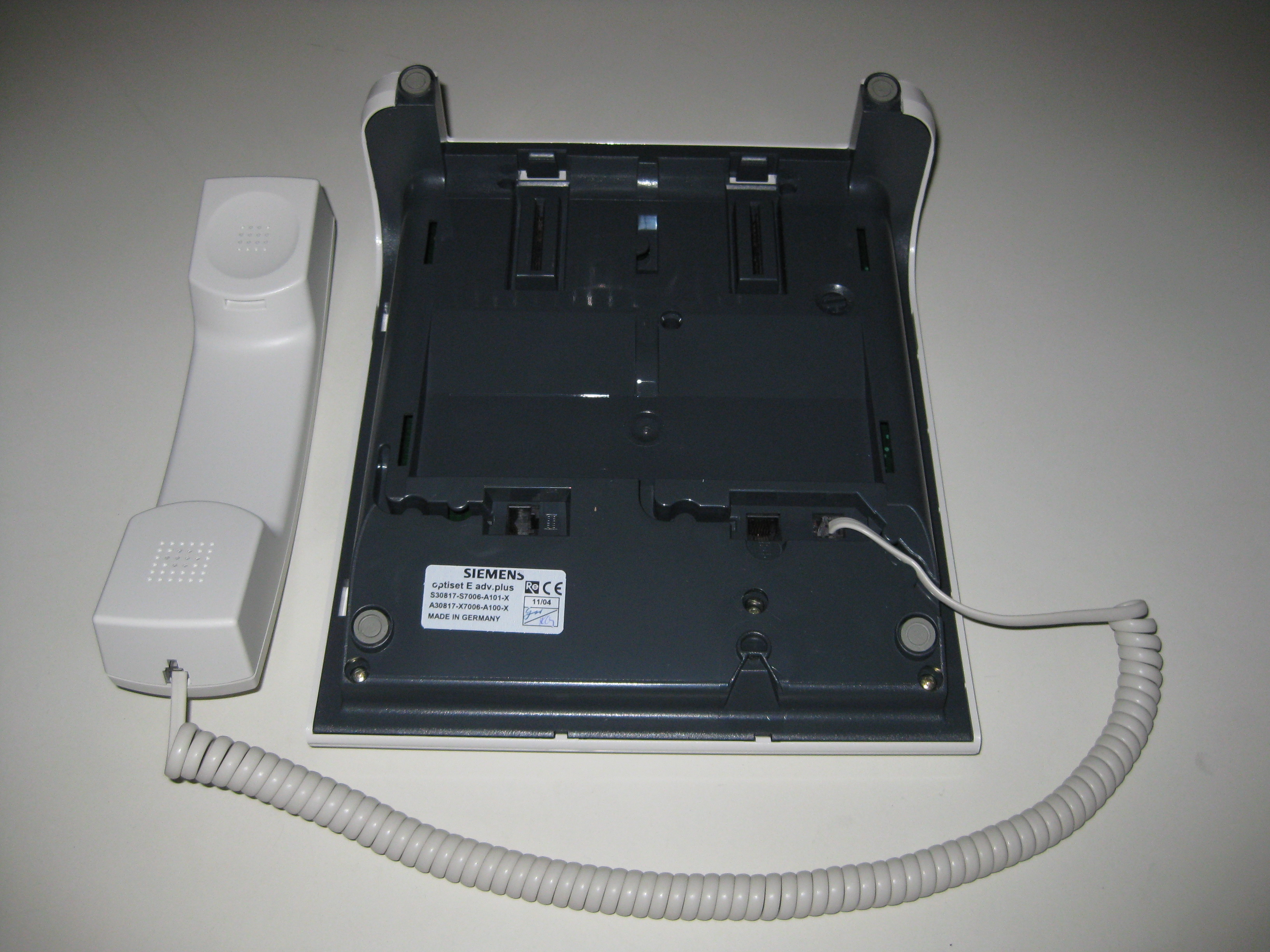
optiset E (Rückseite)

optiset ist eine Serie von Systemtelefonen für die UP0-Schnittstellen der Siemens Hicom- und HiPath-Telefonanlagen. Sie können weder an analogen Anschlüssen noch an ISDN-Anschlüssen direkt angeschlossen werden.

## optiset
optiset wurde 1994 in den Markt eingeführt.
Geräte der optiset-Serie sind:
- optiset Base, ein einfacher Systemapparat mit 2×24 Zeichen-Textdisplay und 8 belegbaren Funktionstasten
- optiset Memory; verfügt über ein 8-zeiliges Display und ein integriertes elektronisches Telefonbuch für mehrere 100 Namen/Nummern (bei Siemens ENB genannt)

Die Geräte der Serie optiset wurden z. B. für die frühen Hicom-100-Anlagen (Hicom 116) verwendet und wurden auch noch von der Hicom 150 unterstützt.

## optiset E
optiset E, bei denen das Display (soweit vorhanden) schwenkbar montiert ist, löste Ende 1995 optiset ab.
Geräte aus dieser Serie sind:
- optiset E entry – ein sehr einfacher Digitalapparat mit 3 Funktionstasten, ohne Display und Lautsprecher
- optiset E basic – etwas besser ausgestatteter Apparat im gleichen Format, mit Lauthören und 8 Funktionstasten, 1 Erweiterungssteckplatz auf der Unterseite
- optiset E standard – der wohl bekannteste Apparat aus der Serie mit 12 Funktionstasten, 2-zeiligem Display und Freisprechen
- optiset E comfort – mit zwei Erweiterungssteckplätzen auf der Unterseite und besserer Freisprechfunktion
- optiset E conference – mit besserem Mikrofon und Lautsprecher
- optiset E memory – mit 8-zeiligem Display, integriertem elektronischem Telefonbuch und vollständiger QWERTZ-Tastatur.

An die Apparate optiset E advance und memory können zusätzliche Tastenmodule angeschlossen werden, die sich z. B. mit Rufnummern oder Funktionen belegen lassen.
Die Apparate der optiset-E-Serie finden sich noch in vielen Hicom-Installationen.